# Ulrich II van Oost-Friesland
Ulrich II van Oost-Friesland (?, 6 juli 1605 - Aurich, 1 november 1648) was het vijfde kind van Enno III van Oost-Friesland en van zijn tweede echtgenote Anna van Sleeswijk-Holstein-Gottorp.
Na de dood van zijn broer Rudolf Christiaan in 1628 werd hij graaf van Oost-Friesland. Tijdens zijn regeerperiode viel de Dertigjarige Oorlog, waarbij de bevolking van Oost-Friesland veel te lijden had van de troepen van Mansfeld. De enige uitzondering was Emden, omdat de kort tevoren gebouwde  Emder Wall de stad behoedde voor de vreemde troepen. Zelf hield Ulrich van eten en drinken en deed weinig om het leed van de bevolking te lenigen. Midden in de oorlog liet hij in Aurich een park, de Julianenburg, aanleggen voor zijn vrouw,  Juliana, dochter van Lodewijk V van Hessen-Darmstadt. Zijn weduwe nam na zijn dood het regentschap waar voor hun minderjarige kinderen, Enno Lodewijk en George Christiaan.